# خواكين زافالا
خواكين زافالا (بالإسبانية: Joaquín Zavala Solís)‏ (و. 1835 – 1906 م) هو سياسي من نيكاراغوا ولد في ماناغوا.
وهو عضو في حزب محافظي نيكاراغوا .